# ライアン・マドソン
ライアン・マイケル・マドソン（Ryan Michael Madson, 1980年8月28日 - ）は、アメリカ合衆国カリフォルニア州ロサンゼルス郡ロングビーチ出身の元プロ野球選手（投手）。右投左打。

## 経歴

### プロ入りとフィリーズ時代

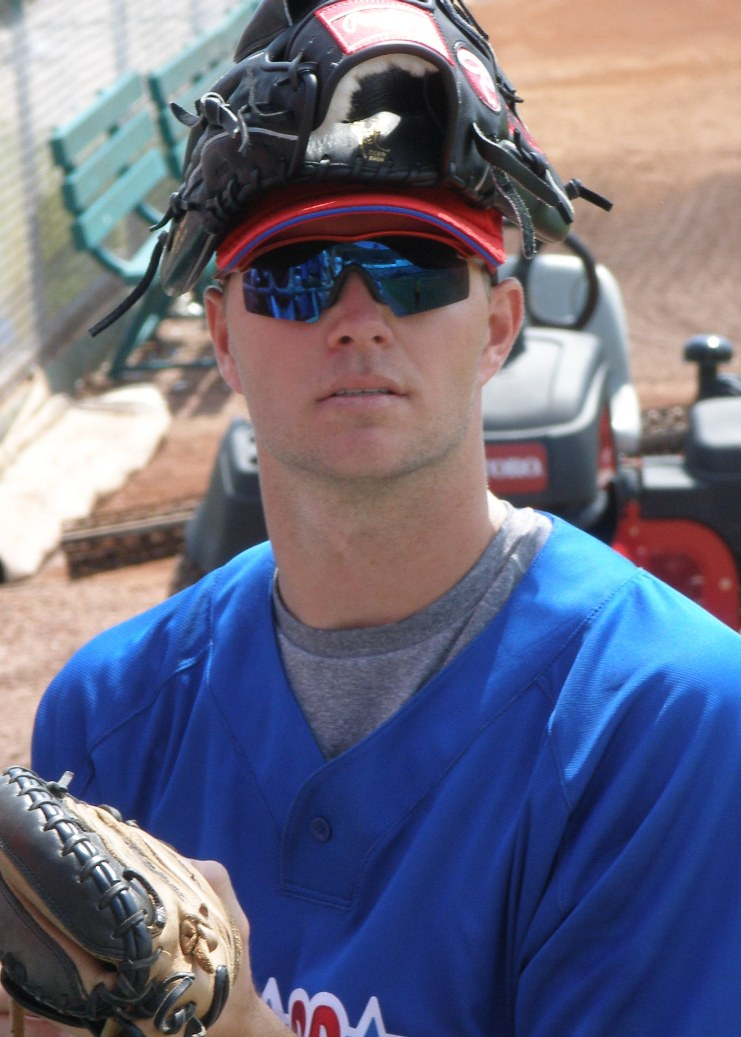
フィラデルフィア・フィリーズ時代
(2007年3月12日)

1998年のMLBドラフト9巡目（全体254位）でフィラデルフィア・フィリーズから指名され、6月10日に契約。傘下のアパラチアンリーグのルーキー級マーティンズビル・フィリーズでプロデビュー。12試合（先発10試合）に登板して3勝3敗、防御率4.83、52奪三振を記録した。
1999年はA-級バタビア・マックドッグスでプレーし、15試合に先発登板して5勝5敗、防御率4.72、75奪三振を記録した。
2000年はA級ピードモント・ボールウィービルスでプレーし、21試合に先発登板して14勝5敗、防御率2.59、123奪三振を記録した。
2001年はA+級クリアウォーター・フィリーズでプレーし、22試合に先発登板して9勝9敗、防御率3.90、101奪三振を記録した。
2002年はAA級レディング・フィリーズでプレーし、26試合に先発登板して16勝4敗、防御率3.20、132奪三振を記録した。オフの11月20日にフィリーズとメジャー契約を結び、40人枠入りした。
2003年3月6日にマイナーへ異動した。開幕後はA+級クリアウォーターとAAA級スクラントン・ウィルクスバリ・レッドバロンズでプレー。AAA級スクラントン・ウィルクスバリでは26試合に先発登板して12勝8敗、防御率3.50、147奪三振を記録した。9月2日にメジャーへ昇格。昇格後は登板機会がなかなか回ってこなかったが、9月27日のアトランタ・ブレーブス戦でメジャーデビュー。3点ビハインドの6回表から登板し、2回を無安打無失点に抑えた。この年はこの1試合の登板にとどまった。
2004年は開幕からメジャー入りを果たし、19試合連続で防御率0.00という素晴らしいピッチングを見せた。7月24日に右手薬指の骨折で故障者リスト入りしてしまったが、2.34という防御率を記録した。
2005年はチーム最多の78試合（リーグ4位タイ）に登板したが、防御率は4.14に終わり、期待されていたほどのピッチングは出来なかった。
2006年は開幕から先発ローテーションに加わったが、7月25日のアリゾナ・ダイヤモンドバックス戦で、メジャー記録となる1イニング4つの暴投（この時マドソンのボールを受けていたマイク・リーバーサルのキャッチングにも問題はあったが）を記録するなど精彩を欠き、8月からはリリーフに戻って投げた。
2007年はリリーフ専業で38試合に登板した。その後は、フィリーズの中継ぎエースとして安定した成績を残す。
2008年は76試合（リーグ9位タイ）に登板した。
2009年1月19日にフィリーズと総額1200万ドルの3年契約を結んだ。チーム最多の79試合（リーグ4位タイ）に登板した。
2011年はクローザーとして32セーブを記録。オフの10月30日にFAとなった。

### レッズ傘下時代
2012年1月10日にシンシナティ・レッズと600万ドルの1年契約（2013年・1100万ドルのオプション付き）を結んだ。3月26日に右肘の故障で60日間の故障者リスト入りし、4月11日にトミー・ジョン手術を受け、シーズンを全休した。オフの10月31日にレッズがオプションを破棄したため、FAとなった。

### エンゼルス傘下時代
2012年11月28日にロサンゼルス・エンゼルス・オブ・アナハイムと1年契約を結んだ。
2013年3月30日に前年の手術の影響で15日間の故障者リスト入りし、A+級インランドエンパイア・シックスティシクサーズで1試合に登板し、セーブを挙げたが、6月25日に60日間の故障者リストへ異動。シーズン中での復帰は難しいことから、ジェリー・ディポートGMが放出を決断し、8月5日に自由契約となった。オフの10月29日にそれまで代理人を務めてきたスコット・ボラスを解雇した。
2014年は古巣のフィリーズやワシントン・ナショナルズなど数球団が獲得に興味を持っていたが、すべて見送られ、どの球団にも所属しないままシーズンを終えた。

### ロイヤルズ時代
2015年1月4日にカンザスシティ・ロイヤルズとマイナー契約を結んだ。4月5日に25人枠入りし開幕をメジャーで迎えることとなった。4月6日のシカゴ・ホワイトソックスとので開幕戦で、4年ぶりにメジャーで登板した。この年は長期間のブランクを感じさせない調子を維持し、68試合に登板して通算500試合登板を達成。防御率2.13という数値は、新人で1試合しか登板しなかった2003年を除けば自己最高の数値で、WHIPも初めての0点台となる0.96を記録した。オフの11月2日にFAとなった。

### アスレチックス時代
2015年12月11日にオークランド・アスレチックスと3年2200万ドルの契約を結んだ。
2016年はクローザーを任され、63試合に登板。好不調の波が大きく7敗を喫し防御率は3.62であったが、自身5年ぶりとなる30セーブを挙げる活躍を見せた。
2017年はサンティアゴ・カシーヤの加入に伴ってセットアッパーを務めることとなり、7月までに40試合に登板していた。

### ナショナルズ時代
2017年7月16日にブレイク・トレイネン、シェルドン・ノイジー、ヘスス・ルサルドとのトレードで、ショーン・ドゥーリトルと共にナショナルズへ移籍した。移籍後は20試合に登板し、3勝1セーブ・防御率1.37を記録した。2チーム合計では3年連続60試合登板をクリアし、5勝4敗2セーブ・防御率1.83・WHIP0.80と前年から大幅に投球内容を改善させた。

### ドジャース時代
2018年8月31日にアンドリュー・イスラーとのトレードでロサンゼルス・ドジャースへ移籍した。10月29日にFAとなった。

## 投球スタイル
身長198cmの長身から投げ下ろされる、ほぼ真上からの極端なオーバーハンドで、平均球速152km/hのフォーシーム、平均149km/hのツーシーム、平均145km/hのカッターに、平均143km/hのスライダーと、最大の武器である平均134km/hのチェンジアップを持ち球とする。投球全体の約30～40％がフォーシーム、約30％程度をチェンジアップで占められている。特にチェンジアップの精度は高く、空振り率は、25～30％超を記録しており、被打率も圧倒的に低い。
フィリーズ時代の監督だったチャーリー・マニエルは、「タフな状況でも躊躇なく使える球を持っている」と高く評価している。

## 詳細情報

### 年度別投手成績
| 年 度     | 球 団     | 登 板 | 先 発 | 完 投 | 完 封 | 無 四 球 | 勝 利 | 敗 戦 | セ 丨 ブ | ホ 丨 ル ド | 勝 率 | 打 者 | 投 球 回 | 被 安 打 | 被 本 塁 打 | 与 四 球 | 敬 遠 | 与 死 球 | 奪 三 振 | 暴 投 | ボ 丨 ク | 失 点 | 自 責 点 | 防 御 率 | W H I P |
| --------- | --------- | ----- | ----- | ----- | ----- | -------- | ----- | ----- | -------- | ----------- | ----- | ----- | -------- | -------- | ----------- | -------- | ----- | -------- | -------- | ----- | -------- | ----- | -------- | -------- | ------- |
| 2003      | PHI       | 1     | 0     | 0     | 0     | 0        | 0     | 0     | 0        | 0           | ---   | 6     | 2.0      | 0        | 0           | 0        | 0     | 0        | 0        | 0     | 0        | 0     | 0        | 0.00     | 0.00    |
| 2004      | PHI       | 52    | 1     | 0     | 0     | 0        | 9     | 3     | 1        | 7           | .750  | 312   | 77.0     | 68       | 6           | 19       | 4     | 5        | 55       | 7     | 0        | 23    | 20       | 2.34     | 1.13    |
| 2005      | PHI       | 78    | 0     | 0     | 0     | 0        | 6     | 5     | 0        | 32          | .545  | 365   | 87.0     | 84       | 11          | 25       | 6     | 6        | 79       | 6     | 1        | 44    | 40       | 4.14     | 1.25    |
| 2006      | PHI       | 50    | 17    | 0     | 0     | 0        | 11    | 9     | 2        | 6           | .550  | 620   | 134.1    | 176      | 20          | 50       | 4     | 10       | 99       | 12    | 0        | 92    | 85       | 5.69     | 1.68    |
| 2007      | PHI       | 38    | 0     | 0     | 0     | 0        | 2     | 2     | 1        | 7           | .500  | 237   | 56.0     | 48       | 5           | 23       | 4     | 2        | 43       | 2     | 2        | 19    | 19       | 3.05     | 1.27    |
| 2008      | PHI       | 76    | 0     | 0     | 0     | 0        | 4     | 2     | 1        | 17          | .667  | 340   | 82.2     | 79       | 6           | 23       | 4     | 1        | 67       | 2     | 1        | 29    | 28       | 3.05     | 1.23    |
| 2009      | PHI       | 79    | 0     | 0     | 0     | 0        | 5     | 5     | 10       | 26          | .500  | 320   | 77.1     | 73       | 7           | 22       | 3     | 3        | 78       | 1     | 0        | 29    | 28       | 3.26     | 1.23    |
| 2010      | PHI       | 55    | 0     | 0     | 0     | 0        | 6     | 2     | 5        | 15          | .750  | 217   | 53.0     | 42       | 4           | 13       | 3     | 4        | 64       | 2     | 0        | 16    | 15       | 2.55     | 1.04    |
| 2011      | PHI       | 62    | 0     | 0     | 0     | 0        | 4     | 2     | 32       | 3           | .667  | 246   | 60.2     | 54       | 2           | 16       | 8     | 1        | 62       | 0     | 0        | 16    | 16       | 2.37     | 1.15    |
| 2015      | KC        | 68    | 0     | 0     | 0     | 0        | 1     | 2     | 3        | 20          | .333  | 248   | 63.1     | 47       | 5           | 14       | 1     | 2        | 58       | 1     | 0        | 17    | 15       | 2.13     | 0.96    |
| 2016      | OAK       | 63    | 0     | 0     | 0     | 0        | 6     | 7     | 30       | 3           | .462  | 270   | 64.2     | 63       | 7           | 20       | 3     | 2        | 49       | 4     | 1        | 27    | 26       | 3.62     | 1.28    |
| 2017      | OAK       | 40    | 0     | 0     | 0     | 0        | 2     | 4     | 1        | 14          | .333  | 144   | 39.1     | 25       | 2           | 6        | 2     | 2        | 39       | 0     | 0        | 9     | 9        | 2.06     | 0.79    |
| 2017      | WSH       | 20    | 0     | 0     | 0     | 0        | 3     | 0     | 1        | 11          | 1.000 | 28    | 19.2     | 13       | 0           | 3        | 0     | 2        | 28       | 0     | 0        | 3     | 3        | 1.37     | 0.81    |
| '17計     | WSH       | 60    | 0     | 0     | 0     | 0        | 5     | 4     | 2        | 25          | .556  | 219   | 59.0     | 38       | 2           | 9        | 2     | 4        | 67       | 0     | 0        | 12    | 12       | 1.83     | 0.80    |
| 2018      | WSH       | 49    | 0     | 0     | 0     | 0        | 2     | 5     | 4        | 14          | .286  | 195   | 44.1     | 48       | 6           | 15       | 2     | 4        | 41       | 2     | 0        | 28    | 26       | 5.28     | 1.42    |
| 2018      | LAD       | 9     | 0     | 0     | 0     | 0        | 0     | 0     | 0        | 0           | ----  | 36    | 8.1      | 10       | 1           | 1        | 0     | 0        | 13       | 1     | 0        | 6     | 6        | 6.48     | 1.32    |
| '18計     | LAD       | 58    | 0     | 0     | 0     | 0        | 2     | 5     | 4        | 14          | .286  | 231   | 52.2     | 58       | 7           | 16       | 2     | 4        | 54       | 3     | 0        | 34    | 32       | 5.47     | 1.41    |
| MLB：13年 | MLB：13年 | 740   | 18    | 0     | 0     | 0        | 61    | 48    | 91       | 175         | .560  | 3631  | 869.2    | 830      | 82          | 250      | 44    | 44       | 775      | 40    | 5        | 358   | 336      | 3.48     | 1.24    |

- 2018年度シーズン終了時
- 各年度の太字はリーグ最高

### 記録
- ワールドシリーズ優勝：2回（2008年、2015年）
- ワールドシリーズ通算登板数：16（歴代4位タイ）[24]
- ポストシーズン通算登板数：57（歴代2位、マリアノ・リベラの96に次ぐ）[25]

### 背番号
- 57（2003年）
- 63（2004年 - 2008年）
- 46（2009年 - 2011年、2015年）
- 44（2016年 - 2018年8月30日）
- 50（2018年8月30日 - 同年終了）